# Dans Paris
Dans Paris è un film del 2006 diretto da Christophe Honoré. La pellicola è stata presentata il 25 maggio 2006 nella sezione Quinzaine des Réalisateurs al Festival di Cannes.
Ai Premi César del 2007, Guy Marchand è stato candidato come migliore attore non protagonista per la sua interpretazione di Mirko. Il premio è poi stato attribuito a Kad Merad per Je vais bien ne t'en fais pas.

## Trama
Paul e Jonathan sono due fratelli che cercano rispettivamente di aiutarsi a superare i loro problemi e preoccupazioni, mentre loro padre Mirko sta divorziando. Paul ha rotto con la fidanzata Anna, mentre Jonathan è un donnaiolo.